# Sui Šinmei
Sui Šinmei (kitajsko: 隋 新梅), kitajska atletinja, * 29. januar 1965, Šandong, Ljudska republika Kitajska.
Nastopila je na poletnih olimpijskih igrah leta 1996, ko je osvojila naslov olimpijske podprvakinje v suvanju krogle. Na svetovnih dvoranskih prvenstvih je osvojila naslov prvakinje leta 1991, na azijskih prvenstvih pa zlato in srebrno medaljo. Leta 1991 je prejela dvoletno prepoved nastopanja zaradi dopinga.